# Wilfred Legg
Wilfred Legg (né le 3 novembre 1906 et mort le 15 octobre 1973) est un athlète sud-africain, spécialiste du 100 mètres.

## Biographie
Il participe à l'épreuve du 100 m des Jeux olympiques de 1928, à Amsterdam. En demi-finale, il égale le record olympique de 10 s 6, et se classe cinquième de la finale dans le temps de 11 s 0.
Il remporte la médaille de bronze du 4 × 110 yards et du 4 × 4 400 yards aux Jeux de l'Empire britannique de 1930.

## Palmarès
| Date | Compétition     | Lieu      | Résultat | Épreuve |
| ---- | --------------- | --------- | -------- | ------- |
| 1928 | Jeux olympiques | Amsterdam | 5e       | 100 m   |